# Rehleithen
Rehleithen (oberfränkisch: Rehlaidn)  ist ein Gemeindeteil der Gemeinde Trebgast im Landkreis Kulmbach (Oberfranken, Bayern). Rehleiten liegt in der Gemarkung Lindau.

## Geographie
Nördlich des Weilers grenzt der Rangen an, ein Bergrücken, der zum Obermainischen Hügelland zählt. Der bewaldete Hang ist der Trebgaster Forst. Die Kreisstraße KU 15 führt nach Leuchau zur Bundesstraße 85 (2,5 km nordwestlich) bzw. nach Lindau (0,7 km südöstlich).

## Geschichte
Der Flurname „Rehleiten“ wurde 1398 erstmals urkundlich erwähnt. 1784 baute Andreas Schoberth aus Lindau auf seinem Feld bei der Rehleiten ein Tropfhaus.  Das Grundwort des Flurnamens ist Leite, das Bestimmungswort Reh.
Von 1797 bis 1810 unterstand der Ort dem Justiz- und Kammeramt Kulmbach. Mit dem Gemeindeedikt wurde Rehleithen dem 1811 gebildeten Steuerdistrikt Lindau und der 1812 gebildeten gleichnamigen Ruralgemeinde zugewiesen. Am 1. Januar 1972 wurde Rehleithen im Zuge der Gebietsreform in Bayern nach Trebgast eingegliedert.

### Einwohnerentwicklung
| Jahr      | 001818 | 001861 | 001871 | 001885 | 001900 | 001925 | 001950 | 001961 | 001970 | 001987 |
| Einwohner | 4      | 3      | 13     | 2      | 10     | 10     | 13     | 11     | 11     | 12     |
| Häuser    | 1      |        |        | 1      | 2      | 2      | 2      | 2      |        | 3      |
| Quelle    | [ 7 ]  | [ 10 ] | [ 11 ] | [ 12 ] | [ 13 ] | [ 14 ] | [ 15 ] | [ 16 ] | [ 17 ] | [ 1 ]  |

## Religion
Rehleithen ist evangelisch-lutherisch geprägt und nach St. Johannes (Trebgast) gepfarrt.